# Jagtial
Jagtial (também denominada Jagityal) é uma das maiores cidades no distrito de Karimnagar (Andhra Pradesh, Índia. Tem uma população aproximada de 200.000 habitantes. O código postal é 505327. As línguas mais usadas em Jagtial são a Telugu e a Urdu.